# Anne Ferrand
Pour les articles homonymes, voir Ferrand.
Anne Ferrand, née Anne Bellinzani en 1658 et morte en 1740, est une femme de lettres française.

## Biographie
Fille de Francesco Bellinzani, homme d'affaires d'origine italienne, Anne Bellinzani se marie en 1676 à Michel Ferrand, lieutenant particulier au Châtelet puis en 1683 président de la première chambre des Requêtes. Elle se sépare de son mari en 1686 et meurt en 1740.

## Œuvre

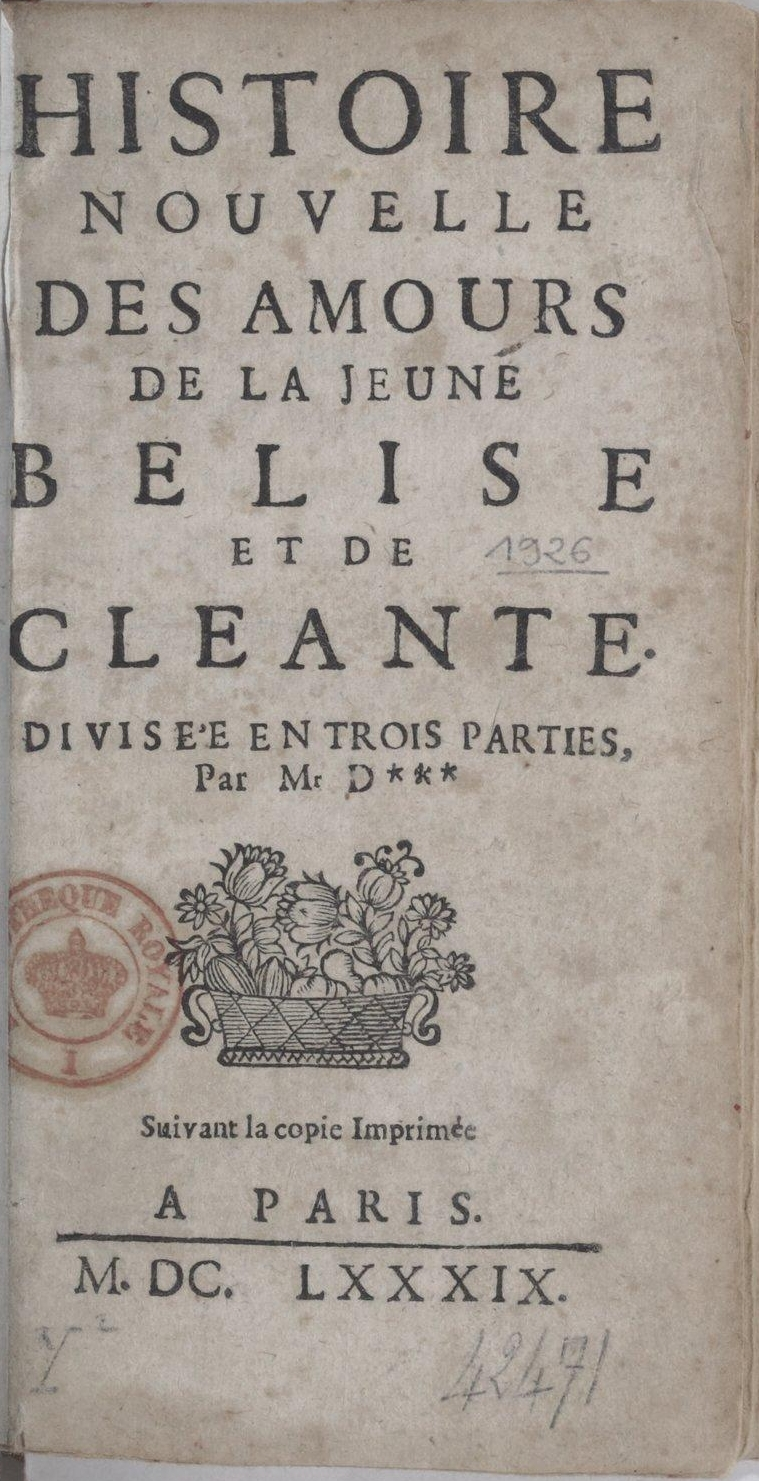

Son premier ouvrage, Histoire nouvelle des amours de la jeune Bélise et de Cléante, est publié anonymement en 1689. Bélise raconte à une amie, dans les deux premières parties, sa passion pour Cléante. Malgré un mariage imposé par ses parents, elle finit par s'en faire aimer. Dans une troisième partie, un familier de Cléante, Tymandre, raconte la fin de l'histoire : Bélise y apparaît alors sous son vrai jour, celui d'une femme légère et infidèle. Malgré son anonymat, la proximité entre le nom de l'héroïne (Bélise) et le nom de jeune fille de l'auteur (Bellinzani), est une forme de signature. D'autres éléments autobiographiques peuvent se reconnaître dans le roman : Cléante par exemple est Louis Nicolas Le Tonnelier de Breteuil.
L'Histoire des amours de Cléante et de Bélise, avec le recueil de ses lettres, roman épistolaire, est en réalité, malgré son titre, une histoire différente du roman de 1689, et ni Cléante ni Bélise n'y figurent. Après l'avis « Au lecteur », figure dans l'édition originale un autre titre : Lettres galantes de Madame ****.

## Liste des œuvres
- 1689 : Histoire nouvelle des amours de la jeune Bélise et de Cléante [lire en ligne], sur Gallica
- 1691 : Histoire des amours de Cléante et de Bélise, avec le recueil de ses lettres

## Éditions
- Lettres de la présidente Ferrand au baron de Breteuil ; suivies de L'histoire des amours de Cléante et de Bélise et des Poésies d'Antoine Ferrand, éd. Eugène Asse, Paris, G. Charpentier, 1880 [lire en ligne], sur Gallica
- Lettres portugaises, Lettres d'une Péruvienne et autres romans par lettres, Bernard Bray et Isabelle Landy-Houillon (éd.), Flammarion, « GF », 1983. Inclut les Lettres galantes de Madame ***

## Référence
1. ↑  Notice de la BnF
2. ↑  Copie de la transaction du 29 mars 1686, 1736, sur gallica
3. ↑  Notice aux Lettres galantes de Madame ***, dans les Lettres portugaises..., 1983, p. 177-180.